# 胡氏古民居建筑
34°34′54″N 105°43′09″E / 34.58167°N 105.71917°E
胡氏古民居建筑位于中国甘肃省天水市秦州区，分南宅子、北宅子两部分，隔街相望。1963年被列为县级文物保护单位，1981年被列为甘肃省文物保护单位，2001年被列为第五批全国重点文物保护单位。
南宅子现辟为天水民俗博物馆。
胡氏古民居始建于明嘉靖年间，由举人胡来缙修建，后胡氏子孙世代居住。现存建筑八座二十六间、垂花门一座、影壁三座，占地2350平方米。

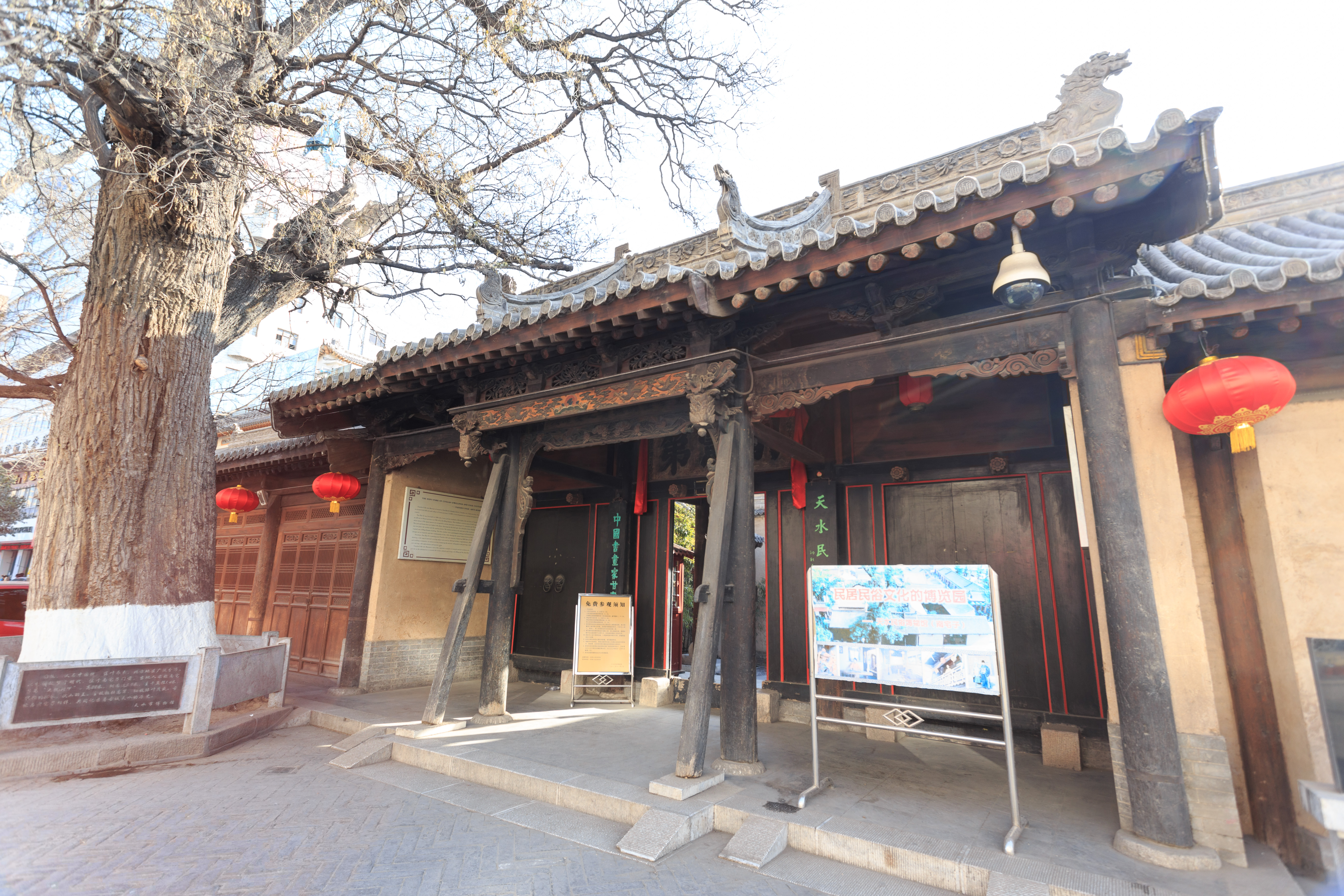
胡氏古民居大门